# Thái Trắng
Thái Trắng hay Táy Đón, Táy Khao là dân tộc sinh sống tại Việt Nam, Lào và Trung Quốc.

## Phân bố
Tại Việt Nam, người Thái Trắng cùng với người Thái Đen và một số nhóm nhỏ khác được gọi chung là dân tộc Thái. Dân số của nhóm Thái Trắng tại Việt Nam năm 2002 ước tính khoảng 280.000 người.
Tại Lào, có khoảng 200.000 người Thái Trắng (thống kê năm 1995). Cũng có tài liệu cho biết tại Lào chỉ có 44.800 người Thái Trắng (2000).
Tại Trung Quốc có 10.000 người Thái Trắng (một phần của dân tộc Thái theo phân loại của CHND Trung Hoa) sinh sống tại huyện Kim Bình (số liệu 1995).

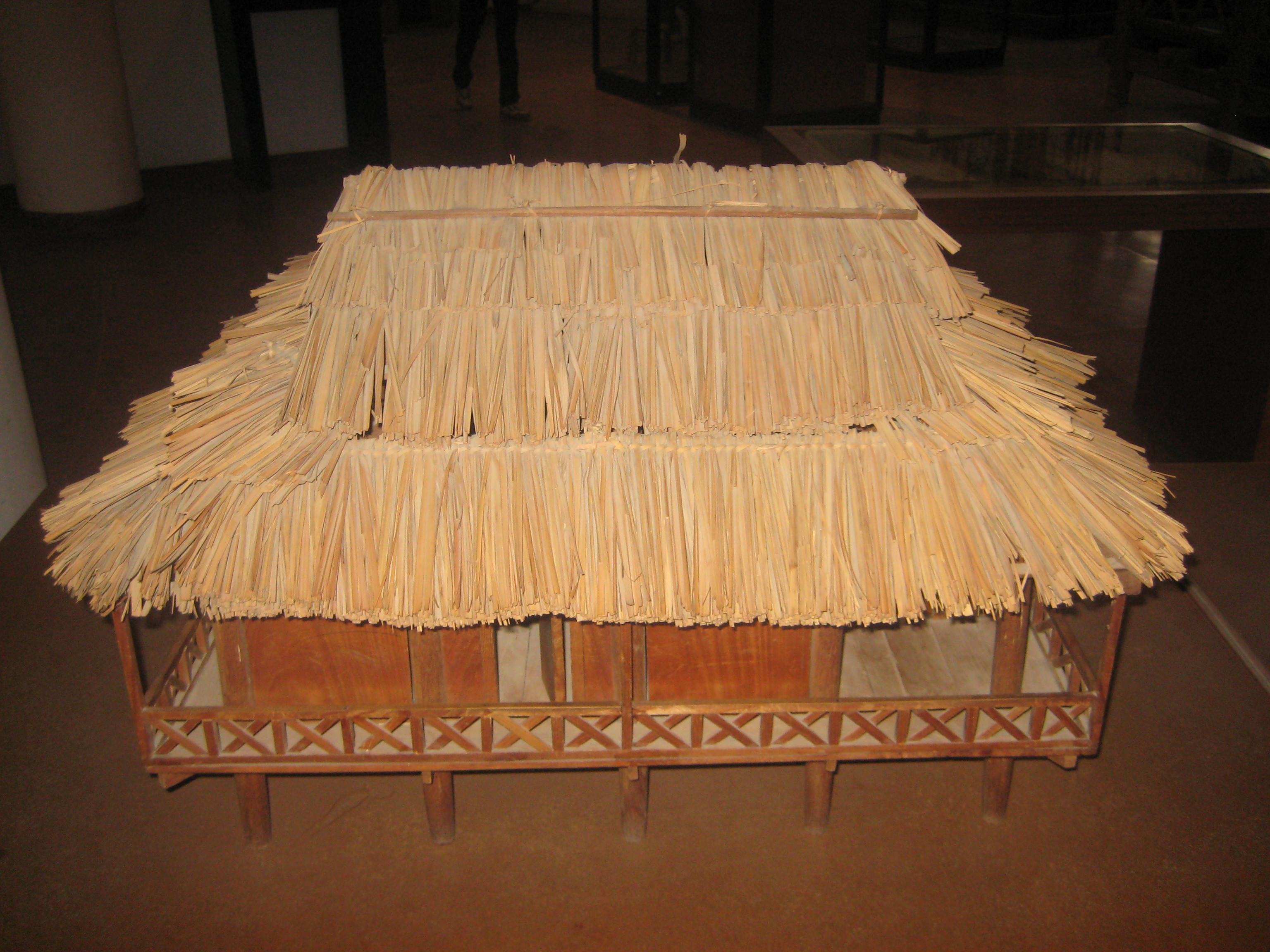
Mô hình nhà người Thái Trắng (Lai Châu, Việt Nam) - Phòng trưng bày Bảo tàng Dân tộc học Việt Nam

## Gia đình
Người Thái Trắng theo chế độ phụ hệ, dù vai trò lao động là gần như nhau.

## Tôn giáo
Thống kê về tôn giáo của người Thái Trắng tại Lào:
- Thuyết vật linh (60%)[2]
- Phật giáo Nam tông (38%)[2]
- Thiên Chúa giáo (2%)[2]

## Văn hóa

### Đón Tết
Trong tập tục của người Thái Trắng, vào sáng 30 tết, mỗi gia đình sẽ mổ một con lợn tổ chức làm cơm liên hoan. Sau khi ăn cơm xong nghe tiếng trống làng, mọi người tập trung ở nhà văn hóa để làm lễ.
Sau khi làm lễ xong, dân làng kéo ra suối chọn vũng nước sâu để tắm, gội. Trước khi gội có già làng đại diện cho từng bản thắp hương bên bờ suối, khẩn cầu riêng cho bản đó. Lễ khấn kéo dài 5 đến 10 phút để báo cáo với ông bà tổ tiên năm cũ sắp qua và xin nhận lộc năm mới.
Lễ gội đầu thường diễn ra lúc 10 giờ sáng, trước khi đi phụ nữ thường mang theo chậu, nước gạo, bồ kết. Người Thái Trắng quan niệm nếu không đi gội đầu sáng 30 tết thì năm mới sẽ không gặp may mắn, gia đình sống không hạnh phúc, làm ăn không phát tài và không xóa được những cái không tốt của năm cũ. Tuy nhiên đối với những người già yếu hoặc người ốm có thể làm lễ gội đầu ở nhà.
Ngày tết ngoài du xuân như các dân tộc thiểu số khác, người Thái Trắng còn tổ chức một số trò chơi truyền thống như: tung còn, đánh đu, kéo co, bịt mắt bắt vịt...